# 紅利曼 (阿爾切夫斯克區)
48°43′16″N 38°58′7″E / 48.72111°N 38.96861°E
红利曼（烏克蘭語：Красний Лиман）是位於烏克蘭東部的村莊，由盧甘斯克州阿爾切夫斯克區的濟莫希里亞市鎮負責管轄。該村始建於1960年，面積0.18平方公里，海拔高度66米，2001年人口101，人口密度每平方公里573.9人。